# Snail Mail
Snail Mail is het pseudoniem en soloproject van de Amerikaanse singer-songwriter Lindsey Jordan (Ellicott City, 16 juni 1999). In 2015 bracht ze haar eerste ep Sticki uit en had ze met haar band haar eerste optreden. In 2016 volgde de ep Habit. In 2017 en 2018 had de band verschillende toers door de Verenigde Staten. Jordans debuutalbum Lush werd in 2018 uitgebracht via Matador. Het album werd genomineerd voor twee Libera Awards in de categorieën Breakthrough artist/release en Best rock album. In 2021 verscheen het tweede studioalbum Valentine.

## Geschiedenis
Jordan werd op 16 juni 1999 geboren in Ellicott City, een plaats in Maryland. Ze groeide op in Baltimore en speelde op jonge leeftijd klassieke gitaar. Ze nam in 2015 onder de naam Snail Mail zelf haar solo-ep Sticki op. De ep werd in eigen beheer digitaal en op cassette uitgebracht. Een vriendin zorgde voor een optreden tijdens een lokaal festival in Baltimore waar ze, vergezeld door drummer Shawn Durham en bassist Ryan Vieira, de aandacht op zich wist te vestigen van de punkband Priests. Op uitnodiging van Priests nam Snail Mail de ep Habit op. In 2016 werd de plaat uitgebracht op het door Priests opgerichte label Sister Polygon. Habit werd positief ontvangen - het openingsnummer Thinning werd door Pitchfork opgenomen in hun overzicht van Best new tracks - wat de band in staat stelde om te toeren met Waxahatchee en Girlpool.
In 2017 toerde Snail Mail door Noord-Amerika als het voorprogramma van Beach Fossils, Girlpool, Priests en Waxahatchee. Durham en Vieira hadden plaats gemaakt voor respectievelijk Ray Brown en Alex Bass. De band bracht de live-ep Audiotree live uit en Habit werd op vinyl heruitgegeven. Snail Mail tekende in september 2017 bij Matador dat op 8 juni 2018 het eerste volwaardige studioalbum Lush uitgaf. Het album werd goed ontvangen en belandde op diverse hitlijsten van Billboard. In 2019 volgde een internationale tournee. Het van Lush afkomstige nummer Pristine werd in juni dat jaar heropgenomen in de kunsttaal Simlish voor het uitbreidingspakket Island Living van het simulatiespel De Sims 4. In diezelfde maand werd de ep Habit heruitgegeven door Matador.
Na het verschijnen van Lush in 2018 twijfelde Jordan enigszins aan haar capaciteiten als songwriter. Het plotselinge succes, de isolatie als gevolg van de coronacrisis en een verbroken relatie brachten hier verandering in. Op deze ervaringen baseerde ze de liedteksten voor het tweede studioalbum Valentine die ze in 2019 en 2020 schreef. De opnames vonden later plaats, samen met Brown en Bass. Het album werd geproduceerd door Brad Cook die van invloed was op de veranderde sound ten opzichte van het vorige album. Valentine werd op 15 september 2021 aangekondigd en verscheen in november 2021.

## Privéleven
Jordan is lesbisch. Ze koos ervoor dit publiek te maken omdat ze "queerness" zichtbaarder wilde maken in de muziekwereld, hoewel ze haar identiteit niet wil inzetten om aandacht te genereren voor haar werk.

## Discografie

### Albums
- Lush, 2018
- Valentine, 2021

### Ep's
- Sticki, 2015
- Habit, 2016